# William Philo
William Philo est un boxeur anglais né le 17 février 1882 à Londres et mort le 7 juillet 1916 à Albert, France, pendant la bataille de la Somme.

## Carrière
Il remporte aux Jeux olympiques d'été de 1908 à Londres la médaille de bronze dans la catégorie poids moyens. Après une victoire aux points face à Arthur Murdoch, Philo perd en demi-finale par KO au premier round contre Reginald Baker.

## Palmarès

### Jeux olympiques
- Jeux olympiques d'été de 1908 à Londres[1] (poids moyens)